# NRJ HITS
NRJ HITS és un canal de televisió musical francès i privat, propietat del grup NRJ. El canal és en realitat la continuació dels projectes fallits del grup NRJ de crear cap als anys 1980 un canal musical a l'estil MTV.
Inicialment el grup llançà el canal NRJTV. L'any 1986 a causa de les baixes audiències es desestima el projecte. A l'època, NRJTV havia de ser un canal de televisió purament musical. Diferents grups buscaven crear-ne un i finalment fou TV6, avui M6, qui n'obtingué el vistiplau. TV6 no va prosperar i va haver de reinventar-se com a M6. L'apagada de TV6 va tenir lloc durant el govern de Jacques Chirac el 28 de febrer del 1987. Fou amb l'arribada de la televisió digital terrestre que el grup NRJ es replantejà novament l'obertura d'un TV6 renovat. L'any 2005 és el vistiplau i inicialment el canal divulga sobretot contingut musical, fins que es reorienta el canal cap a un MTV a la francesa. Neix NRJ12, mentre paral·lelament es crea el canal NRJ HITS, dedicat exclusivament a contingut musical amb videoclips virant a tota hora.